# Hottelstedt
Hottelstedt ist ein Ortsteil der Landgemeinde Am Ettersberg im Norden des Kreises Weimarer Land. Hottelstedt hat etwa 200 Einwohner.

## Lage
Hottelstedt befindet sich an der nordwestlichen Abdachung des Ettersberges und am südlichen Rand des Thüringer Beckens. Die Kreisstraße 512 verbindet den Ortsteil verkehrsmäßig. Der Wald des Ettersberges und begrünte Erosionsrinnen lockern das Ackerbaugebiet etwas auf.

## Geschichte
Zum ersten Mal erwähnt wurde Hottelstedt im Jahr 1322 als Hottenstede. Ungesichert ist die Erwähnung in einem Güterverzeichnis der Reichsabtei Fulda, das vor 900 datiert, als Otenstat. Vermutlich ist hier der Ort Ottstedt a. Berge gemeint. 1487 wurde Hottelstedt an die Familie von Wirchshausen verkauft. In der Literatur wird der 16. Januar 1194 angegeben.
Der Haupterwerbszweig des Ortes war die Landwirtschaft. Auch Waidanbau wurde betrieben, so lassen sich 1542 zwei Waidgärten nachweisen. Der Betrieb einer Gemeindegaststätte mit eigener Brauerei sowie von zwei Windmühlen spätestens ab dem 19. Jahrhundert sind verbrieft.
Seit 1578 gab es eine Schule im Ort, die bis 1945 nur einen Lehrer beschäftigte. Heute besuchen die Kinder das Schulzentrum in Berlstedt.
Die Pfarrei des Dorfes wurde 1328 erstmals erwähnt.
In der Zeit des Nationalsozialismus wurde am Westhang des Ettersberges auf Hottelstedter Flur das KZ Buchenwald errichtet. Das Gelände des Konzentrationslagers wurde 1938 nach Weimar eingemeindet.
Am 1. Dezember 2007 wurde Hottelstedt nach Berlstedt eingemeindet, das zum 1. Januar 2019 Teil der neugegründeten Landgemeinde Am Ettersberg wurde.

## Sehenswürdigkeiten
- KZ Buchenwald

Folgende Gebäude des Dorfes stehen auf der Denkmalliste des Landkreises Weimarer Land:
- Kirche mit Kirchhof: Die spätgotische Kirche mit ihrem fast quadratischen Westturm stammt aus dem 16. Jahrhundert. Von der Anfangsausstattung ist noch eine Predella des ersten Altars vorhanden. Der jetzige Altar hingegen stammt aus dem 18. Jahrhundert. Die Kirche besitzt ein dreiteiliges Geläute. Eine Glocke hieraus wurde 1695 vom Erfurter Glockengießer Hans Christoph Geyer geschaffen.
- Pfarrhaus, Im Dorfe 16
- Todesmarsch-Mahnmal aus dem Jahr 1984 an der Buchenwaldstraße/Kleiner Anger zur Erinnerung an den Todesmarsch von Häftlingen des KZ Buchenwald, die im April 1945 durch den Ort getrieben wurden

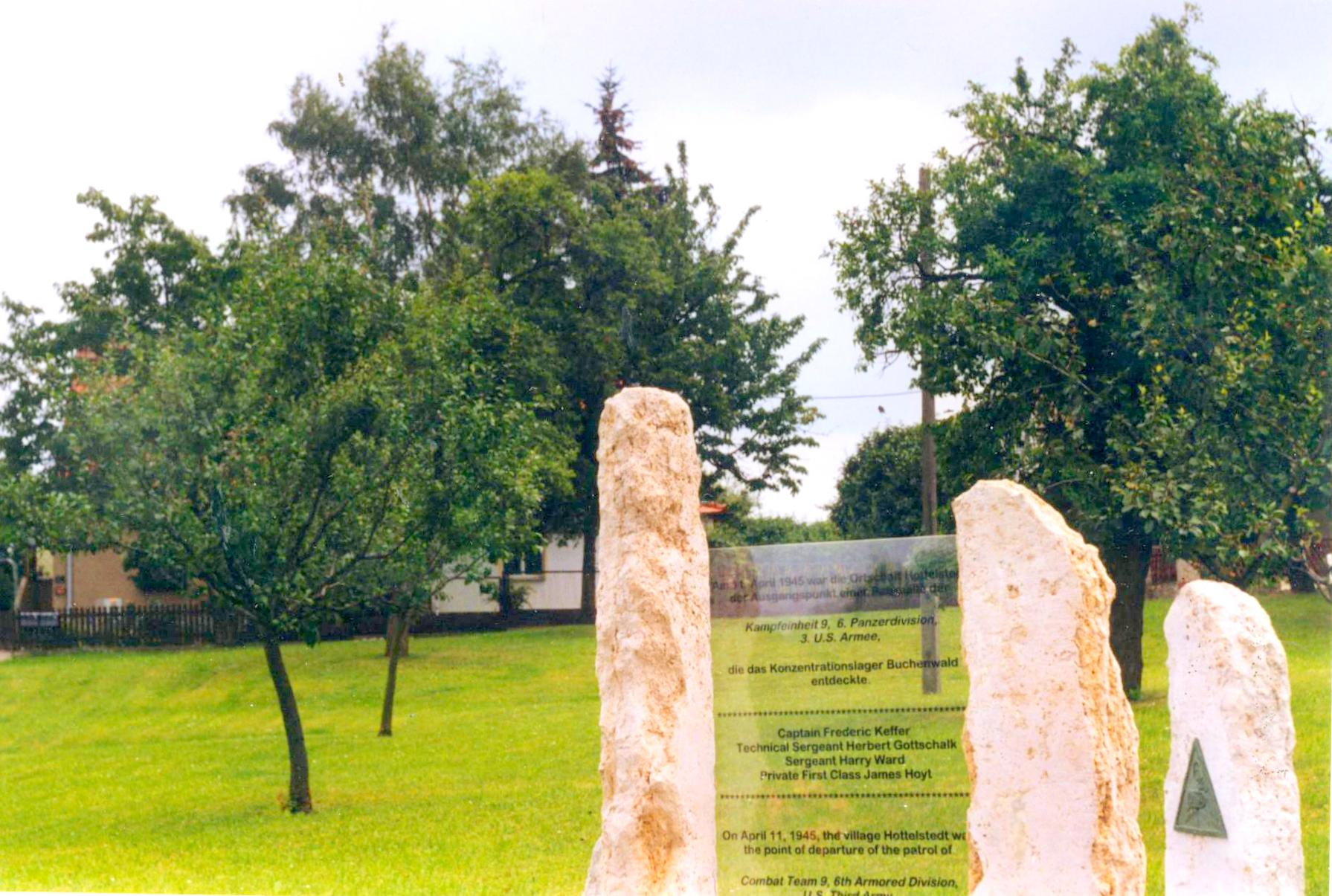
Denkmal am östlichen Ortsausgang für die Kampfeinheit 9 der 6. Panzerdivision der 3. US-Armee, die am 11. April 1945 das KZ Buchenwald fand und befreite
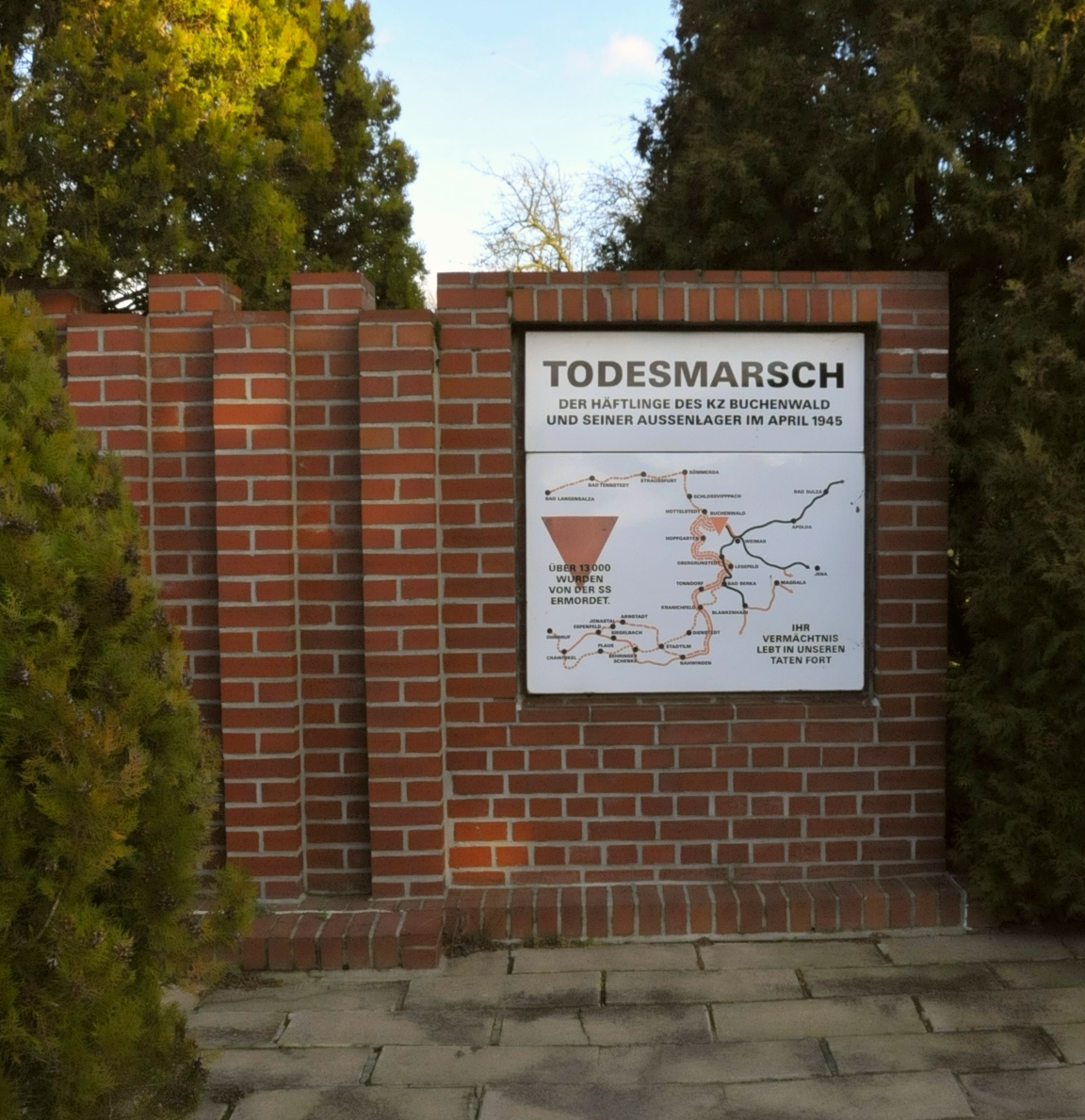
Todesmarsch-Mahnmal